# 구영천
구영천(九英川)은 울산광역시 울주군 범서읍 구영리의 구영저수지에서 발원하여 범서읍 중심지를 따라 남류하다가 울산광역시 중구 다운동의 태화강으로 흘러드는 강이다. 2009년 6월 29일 제방 건설 중 좌안(구영지구)은 선바위교에서 시작해 태화강의 지류인 이 강의 합류지점까지 건설하여 2010년 12월 완료되었다.